# Paul Poupard
Paul Joseph Jean Poupard (Bouzillé, 30 augustus 1930) is een Frans geestelijke en een kardinaal van de Rooms-Katholieke Kerk.

## Levensloop
Poupard werd op 18 december 1954 tot priester gewijd. Op 2 februari 1979 werd hij benoemd tot hulpbisschop van Parijs en titulair bisschop van Usula. Zijn bisschopswijding vond plaats op 6 april 1979. In 1980 werd hij benoemd tot pro-president van het Secretariaat voor niet-gelovigen.
Tijdens het consistorie van 25 mei 1985 werd Poupard kardinaal gecreëerd met de rang van kardinaal-diaken. Zijn titeldiakonie werd de Sant'Eugenio.
In 1988 werd het Secretariaat voor Niet-gelovigen omgezet in de Pauselijke Raad voor de Dialoog met Niet-gelovigen, waarvan Poupard eveneens president werd. In hetzelfde jaar werd hij ook benoemd tot president van de Pauselijke Raad voor de Cultuur. Deze twee raden werden in 1993 samengevoegd onder presidentschap van Poupard.
In 1996 werd Poupard kardinaal-priester. Zijn titelkerk werd de Santa Prassede.
In 2006 werd Poupard tevens benoemd tot president van de Pauselijke Raad voor de Interreligieuze Dialoog en tot prefect van de Commissie voor Religieuze Betrekkingen met de Moslims.
Op 1 september 2007 ging Poupard met emeritaat.

## Werken
- L'Abbé Louis Bautain. Un essai de philosophie chrétienne au XIXe, Uitgeverij Desclée de Brouwer, 1961
- Connaissance du Vatican, Éditions Beauchêne, 1967, Nouvelle éd. 1974, vertaald in het Italiaans, Portugees, Spaans, Duits, Pools, Koreaans en Japans
- Un pape, pour quoi faire ? Éditions Mazarine, 1980, vertaald in het Duits en het Hongaars
- Église et cultures, Éditions S.O.S, 1980, vertaald in het Italiaans, Spaans en Russisch
- Le pape, P.U.F. Que sais-je ? 1980, 2e editie, 1985, vertaald in het Italiaans1988, 3e herwerkte editie, 1997
- Le Vatican, PUF Que sais-je ?, 1981, vertaald in het Italiaans, Arabisch en Chinees ; 2° herwerkte editie, 1994
- XIXe, siècle de grâces, Éditions S.O.S., 1982
- La foi catholique, PUF Que sais-je ? 1982, 2e ed. 1993, vertaald in het Italiaans, Russisch, Kroatisch en Bulgaars
- Le concile Vatican II, PUF, 1983, vertaald in het Italiaans en het Chinees ; 2e herwerkte editie, 1997
- Les religions, PUF Que sais-je ?, 1987, 5° ed. 1996, vertaald in het Spaans, Italiaans en Portugees
- L'Église au défi des cultures, Ed. Desclée de Brouwer, 1989, vertaald in het Engels, 1994
- Dieu et la liberté, Éditions Mame, 1992
- Prier quinze jours avec Paul VI, Éditions Nouvelle Cité, 1997
- Rome Pèlerinage, Bayard Éditions, 1998
- Jean XXIII Témoignage pour l’histoire, getuigenis, auteur Gunnar Riebs, Éditions Mols, 2014